# Szulak (folyó)
Szulak (orosz nyelven: Сулак, kumik nyelven: Сулак (Sulak)/Къой-сув (Qoysuw), csecsen nyelven: Ġoysu) folyó az oroszországi Dagesztánban, a Kaukázusban. Dagesztán északkeleti hegyvidékén ered, és a Kaszpi-tengerbe ömlik. Neve egészen a 20. századig „Kyoi su” volt.

## Földrajza

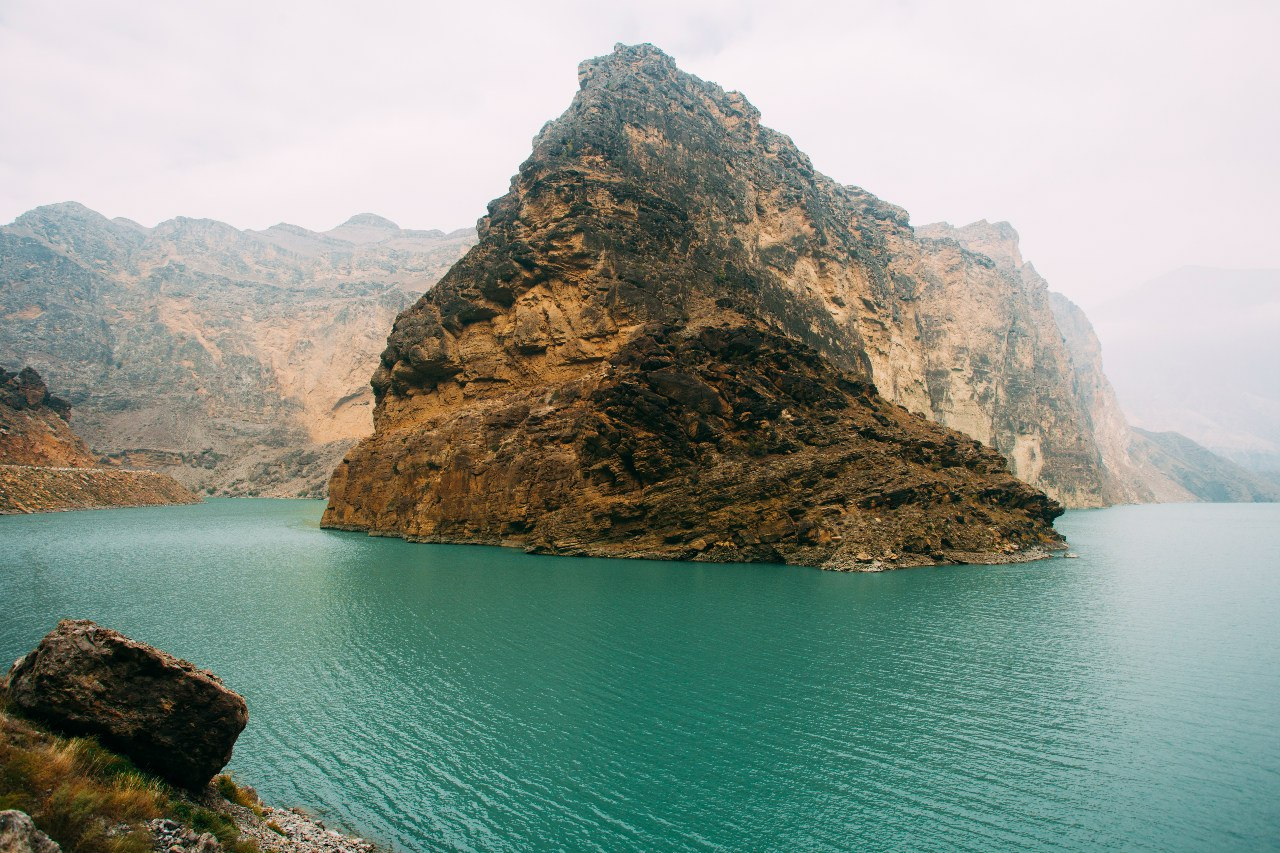
Az Avar Kojszu és az Andi Kojszu összefolyva

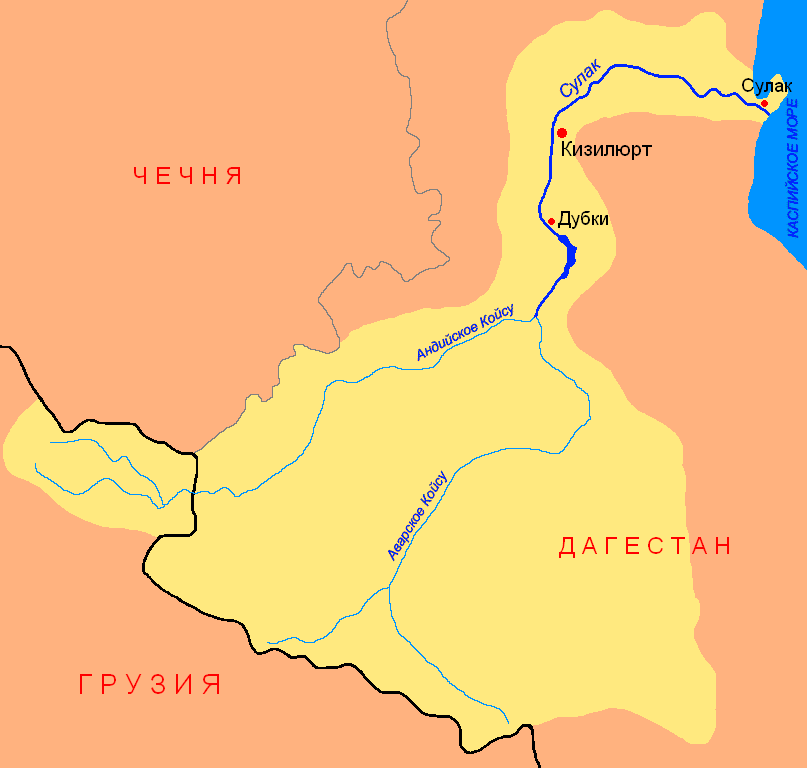
A Szulak folyó térképe

A folyó az Avar Kojszu és az Andi Kojszu összefolyásából keletkezett. Az összefolyás után északkelet felé halad a széles Chirkey víztározóba, majd északnyugat felé folyik a keskeny Miatli-kanyonon és a víztározón keresztül. Miatliban sík területet érve el, Kiziljurttól délre elhagyja az utolsó hegyeket, átfolyik a Tyerek-Szulak-síkságon, majd deltát képezve ömlik a Kaszpi-tengerbe. 
A folyót túlnyomóan a hóolvadás táplálja. Az áprilistól szeptemberig terjedő áradás legmagasabb értéke júniusra és júliusra esik.

## Mellékfolyói
A legnagyobb mellékfolyói az Ah-su, Chvahun-bak, Tlar, Maly Szulak.

## Települések a folyó mentén
- Kiziljurt
- Dubki
- Szulak város.

## Gazdasági felhasználás
A folyó vizét öntözésre, Mahacskala és Kaszpijszk város vízellátására használják. A folyó völgyében mosómedve populáció él.
A Szulakon több vizierőmű: a Miatlinskaya vízerőmű, a Chiryurt vízerőmű, a Chirkei vízerőmű, valamint a kis Bavtugai vízerőmű működik.